# 阿利森鎮區 (伊利諾伊州勞倫斯縣)
阿利森鎮區（英語：Allison Township）是位於美國伊利諾伊州勞倫斯縣的一個行政鎮區。

## 地方資料
根據2010年美國人口普查的數據，阿利森鎮區的面積為117.40平方千米，當中陸地面積為115.40平方千米，而水域面積為2.00平方千米。當地共有人口254人，而人口密度為每平方千米2.16人。